# 松尾恵子
松尾 恵子（まつお けいこ、1977年（昭和52年）3月30日 - ）は、宮崎放送（MRT）やテレビ西日本（TNC）で活躍した元キャスター。

## 経歴
宮崎市出身。私立鵬翔高等学校英数科を経て大学卒業後、地元の宮崎放送（MRT）に入社し、スポーツキャスター兼番組ディレクターとして活動した。
MRTでは、夕方のニュース番組でスポーツコーナー「フレッシュEYE」を大坪雅代と交替で担当したほか、『土アップ』ではフィールドリポーターを務めた。ディレクターとしては、『窓をあけて九州』や『報道いま宮崎』で番組制作に携わった。
また、テレビ朝日に所属している妹が企画した、2005年の台風14号による宮崎県の災害状況についての取材を、TBS系列局でキャスターをしている身でありながら、当時『スーパーモーニング』をMRTが同時ネットしていたことを利用する形で全面的に協力をし、その後の妹のANNアナウンサー賞受賞の一翼を担った。
2008年3月にMRTを退社。翌月からは福岡市に移り、報道部契約キャスターの大幅入れ替えを進めていたテレビ西日本（TNC）に入る。同局では契約報道キャスターとして、『TNCニュース』など短時間ローカルニュースをローテーションで担当していた。
しかし、2012年度にTNCでは職制改正が行われ、雇用制度が単年（最長5年まで更新可）契約の社員に移行した事もあり、2012年9月に番組を降板し（ブログ参照）、TNCを退社した。